# میرچئا آلبولسکو
میرچئا آلبولسکو (رومانیایی: Mircea Albulescu؛ ‏تلفظ رومانیایی: [ˈmirt͡ʃe̯a]؛ زادهٔ ۴ اکتبر ۱۹۳۴ – درگذشته ۸ آوریل ۲۰۱۶) بازیگر، استاد دانشگاه (دارای مدرک دکترای هنر)، روزنامه‌نگار، شاعر، و نویسنده اهل رومانی بود. وی عضو «کانون نویسندگان رومانی» بود.
از فیلم‌هایی که وی در آن نقش داشته‌است، می‌توان به میهای دلیر، میهائیل، سگ سیرک، تلهٔ مزدوران، آخرین یورش، خواب جزیره، نشان مار و داس‌ها اشاره کرد.